# Муляренко Олексій Віталійович
Олексій Віталійович Муляренко (нар. 15 жовтня 1976, м. Рівне) — голова Рівненської обласної державної адміністрації з 28 квітня 2016 року до 24 червня 2019 року.

## Біографія
У 1993 році закінчив Рівненську загальноосвітню школу № 11.
У 1998 році закінчив Рівненський економіко-гуманітарний інститут (тепер — Міжнародний економіко-гуманітарний університет імені академіка Степана Дем'янчука) за спеціальністю менеджер-економіст, викладач економіки.
У 2000 році працював начальником дільниці приватного підприємства «Мет-Експо». У 2000–2001 роках — заступник директора Луцької філії приватного підприємства «Мет-Експо».
У 2001–2006 роках — фізична особа-підприємець (підприємницька діяльність в сфері виробництва броньованих дверей). У 2006–2013 роках — засновник та директор підприємства з виробництва броньованих та протипожежних дверей «СТАЛЬ-М».
З 2008 року був координатором благодійного проекту «Наші діти». У 2008–2009 роках — співкоординатор благодійних проектів: «Врятуй життя» та «Наше серце дітям!».
У 2010–2014 роках — голова виконавчого комітету Рівненської обласної організації Політичної партії «УДАР (Український Демократичний Альянс за Реформи) Віталія Кличка». У 2013–2014 роках, під час подій Революції Гідності, на посаді першого заступника коменданта Майдану відповідав за налагодження побуту, систематичне та безперебійне життєзабезпечення столичного майдану. У 2014 році працював у апараті Верховної Ради України помічником-консультантом народного депутата України.
Заступник голови правління громадської організації «Асоціація працівників будівельної галузі міста Рівне та Рівненської області» та член правління громадської організації «Українська Локсмайстер Федерація».
У 2015–2016 роках — депутат, секретар Рівненської міської ради.
З 28 квітня 2016 року до 24 червня 2019 року — голова Рівненської обласної державної адміністрації.
Одружений, виховує шістьох дітей.